# Ordre de préséance parmi les monarchies européennes
L’ordre de préséance entre les monarchies européennes a été un sujet très débattu durant l’histoire européenne, jusqu’à ce qu’il perde de son importance à la suite du Congrès de Vienne en 1815.

## Origines

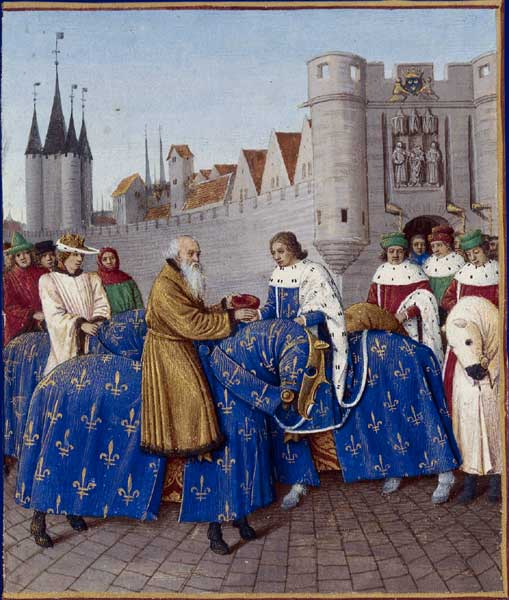
Rencontre du roi Charles V de France et de l'empereur Charles IV devant la porte du Temple à Paris en janvier 1378. Le cérémonial représenté place les deux monarques sur un pied d'égalité, mais seul le roi de France peut monter un cheval blanc. Manuscrit enluminé des Grandes Chroniques de France de Jean Fouquet, ca.1455-1460

Après la chute de l'Empire romain d'Occident, bon nombre des nouveaux régimes politiques ont reconnu la primauté de l'Empire romain d'Orient, ou bien étaient trop isolés pour que les questions de relations internationales aient une grande importance. À la fin du VIIIe siècle, le royaume franc, devenu le jour de Noël 800 l'empire carolingien, unifie la majeure partie de la Chrétienté d'Occident et prétend représenter la succession de l'Empire romain. La tension initiale entre les Carolingiens et les Byzantins au sujet de la succession de l'Empire Romain, qualifiée par les historiens de « problème des deux empereurs », s'est largement dissipée en raison de la quasi-absence de frontière terrestre entre les deux entités. En revanche, la question de la préséance entre les monarchies d'Europe occidentale est devenue une question controversée après la désintégration de l'empire carolingien, qui débute au IXe siècle.
Les conflits de rang se concentraient initialement entre les deux héritiers les plus immédiats de l'Empire, à savoir l'empereur du Saint-Empire et le roi de France. Au Xe siècle, les rois de France carolingiens recherchèrent l'aide des Ottoniens contre leurs rivaux Robertiens, se plaçant ainsi dans une relation d'infériorité vis-à-vis d'eux, à l'exemple de la fois où Louis IV de France passe la Pâques à Aix-la-Chapelle à la cour d'Otton Ier en 947, ou lorsque Lothaire de France fait la paix avec l'empereur Otton II à Margut en 980. Au XIe siècle, en revanche, des rencontres occasionnelles entre le roi de France et l'empereur ont lieu sur une base d'égalité de statut, sur ou à proximité de la Meuse qui symbolisait la frontière entre les deux royaumes : entre Robert II de France et l'empereur Henri II à Mouzon en 1006 puis de nouveau en 1023 ; entre Henri Ier de France et l'empereur Conrad II à Deville en 1033 ; et entre Henri Ier de France et le roi alors empereur Henri III à Ivois, base des comtes lotharingiens de Chiny, en 1043, 1048 et 1056.
Au début du XIVe siècle, les magistrats de la monarchie française formalisent cette égalité en affirmant que le roi a dans son royaume les mêmes prérogatives que l'empereur dans l'Empire (Rex est imperator in regno suo). En 1377-1378, la visite à Paris de l'empereur Charles IV et de son fils Venceslas, racontée dans les Grandes Chroniques de France, fut strictement chorégraphiée pour souligner l'égalité de rang de l'empereur avec son neveu le roi Charles V de France. Les Grandes Chroniques commentent spécifiquement la couleur des chevaux utilisés pour la procession vers Paris : comme monter un cheval blanc signifiait la souveraineté sur le territoire, cet attribut était réservé au roi de France, tandis que l'Empereur montait un cheval noir. De plus, le cheval de l'Empereur était habillé aux couleurs françaises.
Les conflits de préséance étaient intermittents et éclataient notamment lors de réunions internationales telles que le Concile de Constance en 1415 et le Concile de Bâle en 1431.

## L'autorité du Pape
Avant la Réforme, toutes les puissances d'Europe occidentale reconnaissent le statut suprême de la papauté et de ses envoyés, malgré des conflits ponctuels tels que la controverse des investitures. Pour les dirigeants catholiques, le pape et sa cour à Rome sont les arbitres ultimes de la préséance et du rang. L'héritage en survit jusqu'à ce jour dans la mesure où la charge de nonce du corps diplomatique implique dans de nombreux pays un ordre de préséance très élevé.
En revanche, la primauté du pape est contestée par des puissances non catholiques, notamment l'empereur byzantin, par exemple lors du concile de Ferrare en 1438, où l'empereur et le patriarche de Constantinople n'étaient pas disposés à céder la place d'honneur au pape. De même, les souverains protestants à partir du XVIe siècle ne considéraient le pape que comme une autorité ecclésiastique et un dirigeant laïc (des États pontificaux). La disparition du rôle du pape devient visible après l'accession à la dignité royale de Frédéric Ier de Prusse en 1701, qui fut reconnue par la plupart des puissances européennes, y compris les catholiques, alors même le pape Clément XI s'y refusa.

### Le classement cérémoniel de Jules II
Un ordre de préséance formel est énoncé vers 1504 par le pape Jules II, basé sur une combinaison de considérations historiques (plus le royaume est ancien, plus le rang est élevé) et de positions de pouvoir. Il s'appuie sur des pratiques antérieures, notamment le statut supérieur accordé à l'empereur du Saint-Empire et le rang le plus élevé accordé au royaume de France en tant que « fille aînée de l'Église ». Cette liste est consignée pour la première fois en 1505 dans le journal de son maître de cérémonie, Paris de Grassis, avec entre parenthèses les titulatures éventuelles de chaque souverain ainsi que le nom du souverain concerné en 1505, :
- Le Pape (Jules II)
- L'empereur romain germanique (Defensor Ecclesiae)
  - et/ou le roi des Romains (Maximilien Ier)
- Le roi de France (Rex Christianissimus depuis le XVe siècle) (Louis XII)
- Le roi (ou la reine) d'Espagne (Rex Catholicissimus depuis 1493) (Ferdinand II & V et sa fille Jeanne)
- Le roi (ou la reine) de Portugal (Rex Fidelissimus depuis 1748) (Manuel Ier)
- Le roi (ou la reine) d'Angleterre (Fidei Defensor depuis 1521) (Henri VII)
- Le roi (ou la reine) de Sicile (en union personnelle avec l'Espagne)
- Le roi (ou la reine) d'Écosse (Fidei Defensor après 1507) (Jacques IV)
- Le roi (ou la reine) de Hongrie (Majesté apostolique (en) à l'époque médiévale et de nouveau après 1758) (Vladislas II)
- Le roi (ou la reine) de Navarre (Catherine)
- Le roi (ou la reine) de Chypre ; après 1489, ce titre est revendiqué par le duc de Savoie, dont la longue poursuite du rang royal aboutit finalement à la paix d'Utrecht en 1713
- Le roi (ou la reine) de Bohême (en union personnelle avec la Hongrie)
- Le roi (ou la reine) de Pologne (Rex Orthodoxus depuis 1661, brièvement) (Alexandre Ier)
- Le roi (ou la reine) de Danemark, dont le règne personnel s'étendit en 1505 à toutes les régions nordiques sous l'union de Kalmar (Jean)
- Le duc (ou la duchesse) de Bretagne (Anne)
- Le duc de Bourgogne (en union personnelle avec l'Espagne)
- L'Électeur Palatin (Philippe Ier)
- L'Électeur de Saxe (Frédéric III)
- Le margrave de Brandebourg (Frédéric Ier)
- L'archiduc d'Autriche (titulaire élu empereur du Saint-Empire)
- Le duc de Savoie (Charles III)
- Le duc de Florence (Pier Soderini)
- Le duc de Milan (en union personnelle avec la France)
- Le Doge de Venise (Leonardo Loredan)
- Le duc de Bavière (Albert IV)
- Le duc de Lorraine (René II)
- Le duc (ou la duchesse) de Bourbon (Suzanne)
- Le duc d'Orléans (fusionné avec les titres de la couronne française)
- Le Doge de Gênes (vacant, Gênes étant occupée par la France)
- Le duc de Ferrare (Hercule Ier d'Este ou son fils Alfonso Ier d'Este)

Lorsqu'un monarque détenait plusieurs couronnes en union personnelle, il occupait le rang le de la plus élevée d'entre elles. C'était le cas de Ferdinand II d'Aragon, récemment devenu roi de Sicile (en 1501), et de Vladislas II de Hongrie, également roi de Bohême.
Bien qu'elles soient répertoriées comme ayant une plus grande préséance que certains duchés, Gênes, Venise et Florence étaient en réalité des républiques.
Des tentatives pour modifier l'ordre de préséance papale ont eu lieu à de nombreuses reprises. L'Espagne, favorisée par le pape Alexandre VI, aspirait à avoir le même statut que la France lors du concile de Trente (1545-1563). Cependant, le pape Pie IV rejette les demandes espagnoles. L'Angleterre aspirait également à avoir le même statut que le Portugal. Ça lui fut également refusé, notamment à la suite de la Réforme anglaise.

## Conflits de préséance au début de l’ère moderne

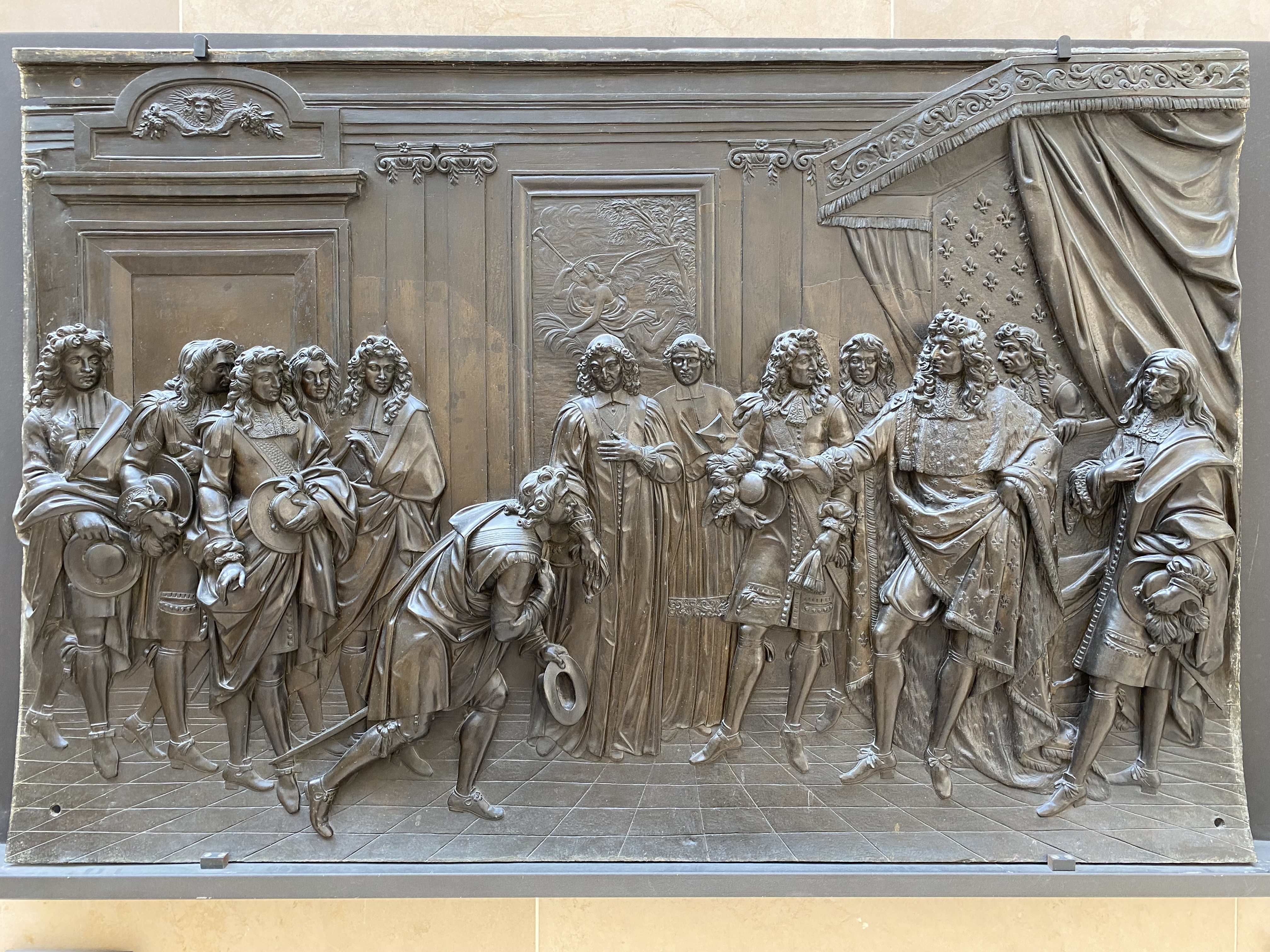
L'Espagne reconnaît la préséance de la France le 24 mars 1662, de Martin Desjardins (1686), aujourd'hui au Louvre

La liste cérémonielle de Julius a peut-être temporairement résolu certaines querelles, mais n'a pas satisfait les monarques qui se sentaient en droit d'accéder à une position plus élevée que celle qu'elle leur accordait. Les différends étaient rendus visibles par les procédures de la cour papale à Rome, où toutes les monarchies importantes avaient des ambassadeurs ; ainsi que par les rencontres internationales occasionnelles. La solution consistant à reconnaître l'égalité de principe de toutes les couronnes royales n'a émergé que progressivement ; l'une de ses premières manifestations en ayant été la reconnaissance mutuelle de l'égalité de rang entre la France et l'Angleterre au milieu du XVIe siècle.
Les rois de France, qui régnaient sur le pays le plus peuplé d'Europe, étaient continuellement frustrés par la primauté des empereurs, mais ne parvenaient jamais à la remettre en question, même s'ils s'opposaient au fait que le roi des Romains les surpassait également. La quête d'un statut supérieur explique en partie pourquoi les rois de France ont brigué la couronne impériale lors des élections impériales de 1519, puis de nouveau lors des élections impériales de 1658 (en). En l’occurrence, les deux tentatives ont échoué.
De même, les monarques d'Espagne étaient mécontents de la préséance française, surtout après la fin du règne de Charles Quint qui avait devancé son homologue français en tant qu'empereur du Saint-Empire. Le concile de Trente, commencé sous Charles Quint, fut le théâtre inévitable de cette rivalité. En 1560, Philippe II d'Espagne proposa une représentation conjointe de lui-même et de son oncle Ferdinand Ier, empereur du Saint-Empire, afin que son envoyé surpasse celui de la France. En 1562-1564, puis de nouveau en 1583, Philippe semble avoir envisagé la création pour lui d'un titre d'empereur des Indes pour des raisons similaires, mais il finit par y renoncer.
L'Espagne a contesté la préséance française pour de nombreuses générations : pour éviter les incidents, les ambassadeurs respectifs des deux pays devaient souvent s'assurer qu'ils ne se retrouveraient pas au même endroit au même moment. En 1661, une rixe pour la préséance entre les ambassadeurs de France et d'Espagne lors d'une procession cérémoniale à Londres fit plusieurs morts,. Le Comte de Fuentes (es), ambassadeur d'Espagne à Paris, dut s'excuser auprès de Louis XIV l'année suivante, un événement jugé suffisamment important pour être commémoré une génération plus tard dans un relief en bronze du sculpteur Martin Desjardins sur le Monument de la Victoire de Louis XIV sur la Place des Victoires. Le problème s'atténue après que la maison de Bourbon ait obtenu la couronne espagnole au début du XVIIIe siècle ; et s'est finalement définitivement réglée avec le Pacte de Famille de 1761.
D'autres conflits de préséance ont duré pendant la majeure partie de l'ère moderne, notamment entre l'Angleterre et l'Espagne ; l'Angleterre et le Portugal ; le Danemark et la Suède ; la Suède et la Pologne ; la Pologne et la Hongrie ; la Pologne et le Portugal. L'opinion généralement admise selon laquelle les monarchies plus anciennes méritaient un rang plus élevé a conduit à des affirmations pseudo-historiques vieillissant certains États ; à l'exemple de l'Historia de omnibus Gothorum Sueonumque regibus de Johannes Magnus. La realpolitik joue aussi un rôle, comme par exemple lorsque la France accepte la revendication d'égalité de statut de la Suède, son indispensable alliée, lors de la paix de Westphalie.
En outre, l’émergence en tant que puissances européennes de l'Empire ottoman aux XVe et XVIe siècles, et du tsarat de Russie aux XVIIe et XVIIIe siècles, a créé des conflits de préséance supplémentaires. Après la chute de Constantinople en 1453, les sultans ottomans se considéraient comme les successeurs légitimes de l’Empire romain et refusaient de ce fait de concéder la supériorité de rang à quelque monarque européen. Les puissances européennes acceptèrent à contrecœur que le rang impérial du sultan l'élevait au-dessus des rois européens, mais n'étaient pas disposées à accepter pour lui une position plus élevée que celle de l'empereur du Saint-Empire. Au moment de signer le traité de Constantinople de 1533 (en), lors de l'apogée de la puissance ottomane, les Européens acceptent le subterfuge de désigner Charles Quint uniquement comme roi d'Espagne. Lors de la paix de Zsitvatorok (1606), les Ottomans reconnaissent pour la première fois un rang égal au Saint Empereur romain, d'une manière qui rappelle la parité de statut antérieure entre l'Empire carolingien ou le Saint Empire romain germanique et l'Empire byzantin.
Quant à la Russie, le titre de tsar n'a été reconnu comme équivalent au rang impérial qu'au XVIIIe siècle, après que ses victoires dans la Grande Guerre du Nord l'aient transformée en une puissance européenne à part entière. La dignité impériale du Tsar fut reconnue en 1721 par le Royaume de Prusse et la République Hollandaise ; en 1723 par la Suède et la Saxe ; en 1741 par l'Empire ottoman ; en 1742 par la Grande-Bretagne ; en 1745 par le Saint Empire romain germanique, la France et l'Espagne ; et en 1764 par la Pologne.
En 1760, Sebastião José de Carvalho e Melo, 1er marquis de Pombal, tenta de résoudre définitivement la question de la préséance diplomatique en refusant toute préséance permanente aux envoyés autres que ceux du pape et de l'empereur du Saint-Empire. Comme l'on pouvait s’y attendre, cette proposition a été rejetée par le ministre français à Lisbonne. Il faudra attendre le Congrès de Vienne pour qu'une formule similaire soit finalement adoptée.

## Le Congrès de Vienne et pratiques ultérieures
La question de la préséance parmi les ambassadeurs a été réglée au congrès de Vienne, un résultat sans doute rendu possible par la dissolution du Saint-Empire romain germanique en 1806 et l'humiliation de la France après la bataille de Leipzig en 1813. Un « Règlement sur la préséance des agents diplomatiques », inspiré de Talleyrand, est signé le 19 mars 1815 et inclus comme dernière (17e) annexe à l'Acte final du Congrès. Le rang d'un ambassadeur était basé sur la durée de son mandat et spécifiquement déterminé par la date de notification officielle de son arrivée dans une capitale, à l'exception des envoyés papaux qui conservaient un statut de haut rang.
Cette convention est restée en vigueur jusqu'en 1961, date à laquelle elle a été remplacée par la convention de Vienne sur les relations diplomatiques. Cette dernière permet toujours à l'État hôte d'accorder au nonce une préséance sur les autres ambassadeurs accrédités dans le même pays, et peut accorder le doyenné du corps diplomatique de ce pays au nonce, quelle que soit sa préséance.
Le Congrès de Vienne envisagea également de régler la question de la préséance entre les monarques eux-mêmes, mais ne parvint pas à trouver un consensus. De nos jours, la préséance dans les réunions des chefs d’État (en) est définie par la date de leur prise de fonction.